# Yilian Cañizares
Yilian Cañizares é uma musicista cubana e suíça, que vive na Suíça desde 2000.

## Biografia
Nascida em Havana, Yilian Cañizares começa a estudar violino na sua cidade natal, de acordo com a mais estrita tradição russa. Em 1997, aos dezesseis anos, vai estudar na Venezuela, e, em 2000, parte para a Suíça, onde ingressa no Conservatório de Fribourg. Pensa inicialmente em se dedicar à música clássica, mas, na Suíça, se abre ao jazz e resolve cantar. Ainda  vive no país, tendo adquirido a nacionalidade.
Encontra o seu estilo próprio depois de ter conhecido a música do violinista de jazz francês Stéphane Grappelli. Resolve misturar o estilo  deste com a música cubana.
Ao final de seus estudos, funda o grupo Ochumare, o que significa “arco-íris” em iorubá, com David Britto contrabaixo e Cyril Regamey bateria e percussões. Continua  sua carreira solo. A revista francesa Le Nouvel Observateur refere-se a ela como “revelação do ano 2013” e a revista francesa Les Inrockuptibles  considera seu CD Invocación como um dos  melhores CDs da América do Sul em  2015
Também  ensina  violino  improvisado na École de jazz et de musique actuelle de Lausana.

## Estilo
Seu estilo reflete a variedade de suas influências, com notas de jazz, de música clássica, de música cubana e um grande espaço deixado à improvisação. A revista francesa Les Inrockuptibles fala  de uma orquestração de jazz misturada com percussões de ritual iorubá. Canta em espanhol, em iorubá e em francês, e uma de seus características distintivas é que canta e toca violino ao mesmo tempo.

## Discografia
Ochumare Quartet
- 2009 - Caminos
- 2011 - Somos Ochumare

Yilian Cañizares
- 2013  - Ochumare, Naïve Records
- 2015 - Invocación, Naïve Records

Omar Sosa - Yilian Cañizares
- 2018 - Aguas

## Músicos
- Daniel Stawinski – piano (em Ochumare y Invocación)
- David Brito – contrabaixo
- Cyril Regamey – bateria, percussões